# Lijst van voetbalinterlands België - Griekenland
Deze lijst van voetbalinterlands is een overzicht van alle officiële voetbalwedstrijden tussen de nationale teams van België en Griekenland. De landen speelden tot op heden tien keer tegen elkaar. De eerste ontmoeting, een kwalificatiewedstrijd voor het Wereldkampioenschap voetbal 1986,werd gespeeld in Athene op 19 december 1984. Het laatste duel, een vriendschappelijke wedstrijd, vond plaats op 3 juni 2021 in Brussel.

## Wedstrijden
| №  | Plaats    | Datum            | Competitie           | Wedstrijd            | Uitslag |
| -- | --------- | ---------------- | -------------------- | -------------------- | ------- |
| 1  | Athene    | 19 december 1984 | WK 1986 kwalificatie | Griekenland – België | 0 – 0   |
| 2  | Brussel   | 27 maart 1985    | WK 1986 kwalificatie | België – Griekenland | 2 – 0   |
| 3  | Athene    | 17 januari 1990  | Vriendschappelijk    | Griekenland – België | 2 – 0   |
| 4  | Larnaca   | 5 februari 1999  | Vriendschappelijk    | Griekenland – België | 1 – 0   |
| 5  | Patras    | 27 maart 2002    | Vriendschappelijk    | Griekenland – België | 3 – 2   |
| 6  | Brussel   | 17 augustus 2005 | Vriendschappelijk    | België – Griekenland | 2 – 0   |
| 7  | Heraklion | 29 februari 2012 | Vriendschappelijk    | Griekenland – België | 1 – 1   |
| 8  | Brussel   | 25 maart 2017    | WK 2018 kwalificatie | België – Griekenland | 1 – 1   |
| 9  | Piraeus   | 3 september 2017 | WK 2018 kwalificatie | Griekenland − België | 1 − 2   |
| 10 | Brussel   | 3 juni 2021      | Vriendschappelijk    | België – Griekenland | 1 – 1   |

## Samenvatting
| Competitie        | Totaal gespeeld | Winst België | Gelijk | Winst Griekenland | Doelsaldo België – Griekenland |
| ----------------- | --------------- | ------------ | ------ | ----------------- | ------------------------------ |
| WK-kwalificatie   | 4               | 2            | 2      | 0                 | 5 − 2                          |
| Vriendschappelijk | 6               | 1            | 2      | 3                 | 6 − 8                          |
| Totaal            | 10              | 3            | 4      | 3                 | 11 − 10                        |

Wedstrijden bepaald door strafschoppen worden, in lijn met de FIFA, als een gelijkspel gerekend.

## Details

### Derde ontmoeting
| Vriendschappelijk (Athene, Griekenland, 17 januari 1990): |              | |
| Griekenland | 2 – 0        | België |
| Jiotis Tsalouchidis 58' Stratos Apostalakis 90' | goals        | |
| Antonis Georgiadis | bondscoach   | Walter Meeuws |
| Nikos Sarganis Stratos Apostalakis Michalis Leontiadis 46' Stelios Manolas Ionnis Kalitzakis Dimitris Saravakos Jiotis Tsalouchidis Stavros Stamatis 76' Stefanos Borbokis 80' Spyros Maragkos 76' Nikos Tsiantakis | opstellingen | Michel Preud'homme Georges Grün Lei Clijsters Michel De Wolf 75' Patrick Vervoort Marc Emmers Franky Van der Elst Bruno Versavel 68' Marc Van der Linden 59' Marc Degryse Jan Ceulemans |
| Georgios Koutoulas 46' Georgios Tsifoutis 76' Theodoros Zakkas 76' Koulis Karantiadis 80' | wissels      | 59' Koenraad Sanders 68' Nico Claesen 75' Luc Nilis |
| | gele kaarten | 22' Michel De Wolf |